# Michel Tournier
Michel Tournier (franceză: [tuʁnje]; n. 19 decembrie 1924, Paris, Île-de-France, Franța – d. 18 ianuarie 2016, Choisel⁠(d), Île-de-France, Franța) a fost un scriitor francez foarte apreciat, asociat realismului magic. Tournier a câștigat premii prestigioase precum Grand Prix du roman de l'Académie française în 1967 pentru Vendredi ou les Limbes du Pacifique și Premiul Goncourt în 1970 pentru Le Roi des aulnes. Sursele sale principale de inspirație au fost cultura germană tradițională, catolicismul și filozofia lui Gaston Bachelard. Autobiografia sa a fost tradusă și publicată sub titlul Le Vent Paraclet (1977). 
Fost membru al Academiei Goncourt, Tournier a fost propus de mai multe ori la Premiul Nobel pentru Literatură, pe care nu l-a câștigat niciodată.

## Biografie
Părinții săi s-au întâlnit la Sorbona, unde studiau limba germană. Născut la Paris, Michel Tournier și-a petrecut tinerețea în Saint-Germain-en-Laye. A învățat limba germană de timpuriu, petrecându-și fiecare vară în Germania. A studiat filosofia la Sorbona și la Universitatea din Tübingen și a urmat cursul lui Maurice de Gandillac. El a dorit să predea filosofie la liceu, dar, la fel ca și tatăl său, nu a reușit să obțină agregarea ca profesor.
Tournier s-a angajat la Radio France ca jurnalist și traducător și a realizat emisiunea L'heure de la culture française. În 1954 a lucrat în domeniul publicității la Europe 1. De asemenea, el a colaborat la ziarele Le Monde și Le Figaro. Între anii 1958 și 1968 Tournier a fost redactorul-șef al editurii Plon. În 1967 Tournier a publicat prima sa carte, Vendredi ou les Limbes du Pacifique, o repovestire a romanului Robinson Crusoe de Daniel Defoe, pentru care a fost distins cu Grand Prix du roman de l'Académie française.
Tournier a murit pe 18 ianuarie 2016 în Choisel, Franța, la vârsta de 91 de ani.

## Opera (selecție)
- Vendredi ou les Limbes du Pacifique (Vineri sau limburile Pacificului, 1967) - Grand Prix du roman de l'Académie française
- Le Roi des aulnes (Regele arinilor, 1970)

Le Roi des aulnes a fost ecranizat în filmul Der Unhold (1996), regizat de Volker Schlöndorff, și a fost, de asemenea, adaptat pentru scenă de Tom Perrin în 2002.
- Les Météores (Meteorii, 1975)
- Le Vent Paraclet (1977)
- Vendredi ou la Vie sauvage (Vineri sau viața sălbatică, 1977)
- Le Coq de bruyère (1978)
- Gaspard, Melchior et Balthazar (Gaspar, Melhior & Baltazar, 1980)
- Le Vol du vampire (1981)
- Gilles et Jeanne (1983)
- La Goutte d'or (Picătura de aur, 1986)
- Petites Proses (1986)
- Le Medianoche amoureux (1989)
- La Couleuvrine (1994)
- Le Miroir des idées (1994)
- Eléazar ou la Source et le Buisson (1996)
- Journal extime (Jurnal extim, 2002)